# David Koch
David H. Koch (Wichita, Kansas, 3 de maig de 1940 - 23 d'agost de 2019) fou un empresari i col·leccionista estatunidenc. Juntament amb el seu germà Charles G. Koch, era propietari de l'empresa avui coneguda com a Koch Industries, un conglomerat d'empreses nord-americanes amb nombroses filials dedicades a la fabricació, comerç i inversions, que s'estima que donen com a ingressos anuals uns 100 milions de dòlars. Ell i el seu germà Charles van comprar la part dels seus altres dos germans. Segons Forbes, era la segona empresa privada més gran del país després de Cargill. Segons la mateixa revista, el 2013 era la setena persona més rica del món amb una riquesa de 34.000 milions de dòlars.